# Битва при Корупедіумі
Битва при Корупедіоні, також називається Корупедіон, Корупедіон або Курупедіон (дав.-гр. Κύρου πεδίον   або Κόρου πεδίον, «рівнина Кірос або Корос») була останньою битвою між діадохами, ворогуючими наступниками Александра Македонського. Воно відбулося в 
281 році до н.е. між арміями Лісімаха та Селевка I Нікатара. Лісімах правив Фракією протягом десятиліть і частинами західної Малої Азії ( Туреччина) з моменту битви при Іпсі. Нещодавно він нарешті отримав контроль над Македонією. Селевк правив імперією Селевкідів, включаючи землі, які зараз охоплюють сучасну східну Туреччину, Сирію, Ліван, Ізраїль, Ірак та Іран. Про саму битву майже нічого не відомо, крім того, що Селевк виграв битву. Під час битви Лісімах загинув. Згідно з «Історією Гераклеї Понтійської» Мемнона Гераклейського, Лісімах був убитий списом, кинутим Малаконом, гераклейським воїном, який служив під керівництвом Селевка.
Незважаючи на те, що перемога дала Селевку номінальний контроль над майже кожною частиною імперії Александра, за винятком Єгипетського королівства Птолемеїв, його перемога була недовгою. Після перетину Геллеспонта, щоб заволодіти європейськими володіннями Лісімаха незабаром після битви, Селевк був убитий Птолемеєм Керавном, і Македонія швидко знову стала незалежною.
Двоє чоловіків були суперниками протягом тривалого часу, оскільки Лісімах бажав розширити свій вплив на схід, а Селевк бажав розширити свій вплив на захід, однак подією, яка фактично почала війну, було вбивство Агафокла. Агафокл був старшим сином Лісімаха та його першої дружини Нікеї і був спадкоємцем царства свого батька. Однак третя і нинішня дружина Лісімаха, Арсіноя, хотіла, щоб її діти були на троні, тому змовилася з Птолемеєм Керавном, щоб Агафокл був убитий. Вони звинуватили його в змові з Селевком, щоб посісти престол, і Лісімах був переконаний і стратив свого сина. Цей жахливий вчинок спонукав багато міст Малої Азії до повстання проти панування Фракії. Вдова Агафокла та їхні діти втекли до Селевка, давши йому можливість напасти на Лісімаха, коли той був слабким, від якої він не міг відмовитися. Він вторгся і згодом переміг у Корупедіоні.